# Muchacha cosiendo a máquina
Muchacha cosiendo a máquina (en inglés, Girl at Sewing Machine) es una pintura del artista estadounidense Edward Hopper que data de 1921 y que pertenece a la colección del Museo Thyssen-Bornemisza de Madrid (España).

## Descripción
Muchacha cosiendo a máquina retrata a una joven de perfil sentada ante una máquina de coser frente a una ventana en un día soleado. La ubicación parece ser la ciudad de Nueva York, como se desprende de los ladrillos amarillos de la ventana. El mirador exterior, aunque presente, solo ayuda a poner en perspectiva la actividad interior. Se trata de un óleo sobre lienzo que mide 48,3 x 46 cm.
Es una de las primeras de las muchas pinturas de ventanas de Hopper. Se dice que la repetida decisión de Hopper de posar a una mujer joven frente a su costura refleja su visión sobre la soledad.
Muchacha cosiendo a máquina pertenece a la colección del Museo Thyssen-Bornemisza de Madrid y se expone actualmente junto a las demás obras del pintor pertenecientes al museo.
La pintura fue la inspiración del poema homónimo de la escritora estadounidense Mary Leader.